# Valongo
Valongo este un oraș în Districtul Porto, Portugalia.